# Найден Найденов (фолклорист)
Найден Борисов Найденов е български етномузиколог, фолклорист, композитор и диригент.

## Биография
Роден е на 14 април 1942 г. в с. Козичино (Еркеч), Поморийско. Основно образование завършва в родното си село. След това учи в Държавното музикално училище „Добри Христов“ във Варна – специалност тромпет.
Завършва Българската държавна консерватория със специалността Българска народна музика в музиковедческия клас на проф. д-р Стоян Джуджев.
През 1972 г. става носител на Дългополската награда за музика и обработка на цикъл народни песни от Камчийския край.
Умира на 23 април 2010 г.

## Професионален път
- Свири на тромпет, мандолина, китара, акордеон, пиано, тамбура и контрабас.
- музиколог на Варненската държавна филхармония;
- инспектор – методист в ОЦХС – Варна;
- диригент на хора на Добруджанския ансамбъл за песни и танци – гр. Добрич;
- преподавател по българска народна музика и хармония в Института за културно-просветни кадри – Варна;
- диригент на народния хор към Дом на културата при ОКС – Варна;
- преподавател по хармония в музикалното училище „Добри Христов“ – Варна;
- главен художествен ръководител на ДФА „Българче“ при ОДК – Варна;
- създател е на битовите ритуали „Сватба“ и „Именуване на дете“ в ритуална зала – Варна;
- управител на Общинска фирма „Обреди“.

## Творчество
- Автор е на музиката на постановките: „Силиврия“ и „Гергьовски люлки“
- Автор на музиката на песните:
- „Гората не знай да дума“, „Янольо“, „Дрънкаливата“, „Тръгнала ми е Милица“, „Вяра ти не хващам“, „Дирвишино дидяино“.

Найден Найденов пръв популяризира еркечкия фолклор във Варненския регион, в страната и в чужбина. Работи върху издирването, събирането, съхраняването и научната обработка на музикалния фолклор във Варненския край. С негова постановка на международния фолклорен фестивал в Конфолан (Франция) ансамбълът на ОКС печели първа награда.